# Vaudebarrier
Vaudebarrier és un municipi francès situat al departament de Saona i Loira i a la regió de Borgonya - Franc Comtat. L'any 2009 tenia 232 habitants.

## Història
| Data d'elecció                           | Identitat  | Partit | Qualitat |
| ---------------------------------------- | ---------- | ------ | -------- |
| ? -                                      | Paul Barge |        |          |
| les dades anteriors no són pas conegudes |            |        |          |
|                                          |            |        |          |

## Demografia
| A partir de 1990: Població sense dobles comptes |